# Runddysse im Fællesskov

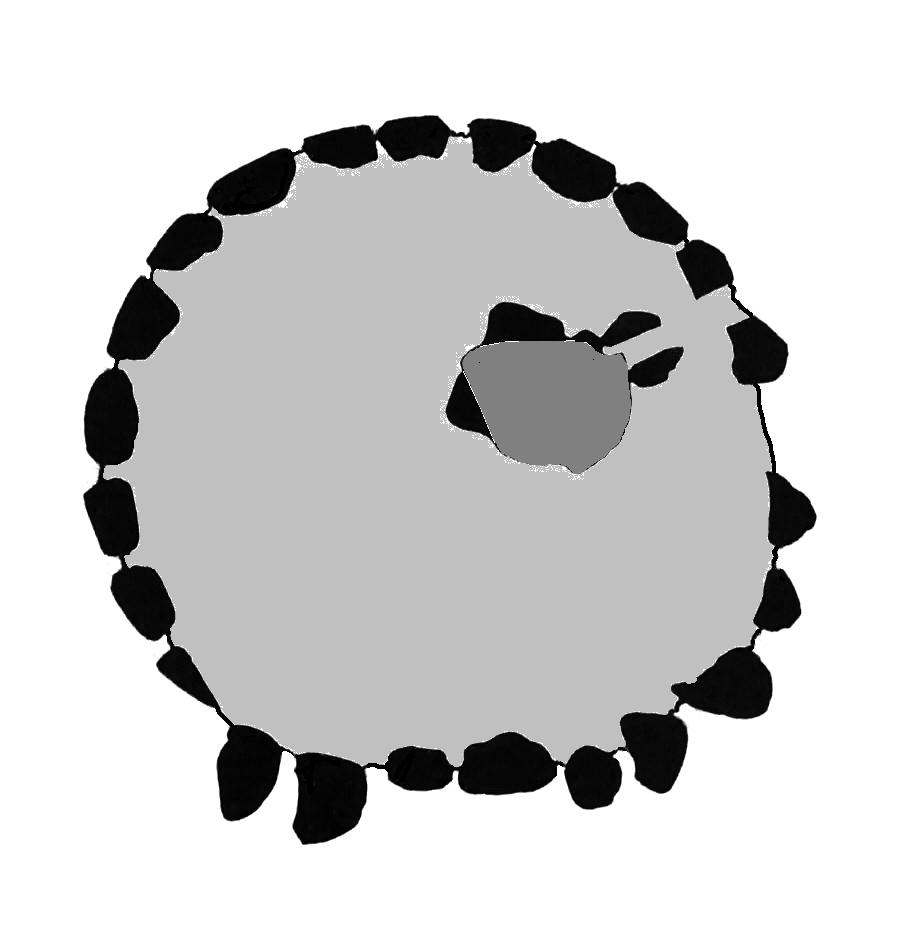
Runddysse Prinzipskizze

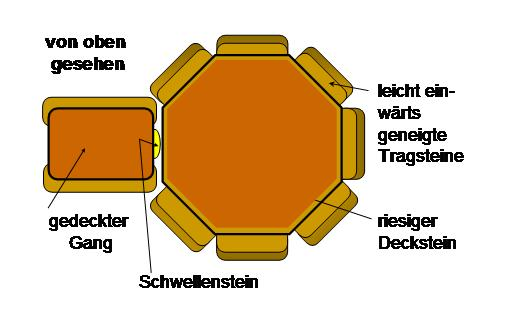
Schema Polygonaldolmen von oben gesehen

Der Runddysse im Fællesskov liegt nördlich von Tåstrup und westlich des Flughafens Aarhus in Djursland in Dänemark. Er wurde zwischen 3500 und 2800 v. Chr. von den Trägern der Trichterbecherkultur (TBK) errichtet und ist mehrmals wiederverwendet worden, wie es für Megalithanlagen dieser Art normal ist. Der Polygonaldolmen ist archäologisch nie untersucht worden. Die Anlage wurde jedoch restauriert.

## Beschreibung
Die im Erdhügel liegende fünfeckige Kammer des Runddolmen liegt fast in der Mitte des Rundhügels. Die Anlage hat einen nach Osten gerichteten etwa 6,0 m langen Gang, dessen Decksteine ausgegangen sind. Der Erdhügel reicht bis zur Unterkante des einzigen Decksteins der 2,7 × 2,6 m großen und etwa 1,3 m hohen Kammer, der die beeindruckende Größe von 3,3 × 2,3 × 1,3 m hat und damit für Polygonaldolmen typisch ist.
Auf dem Deckstein wurden während der  Bronzezeit Schälchen eingearbeitet, die heute allerdings schwer zu sehen sind. Der Fuß des Hügels wird von einem fast vollständigen Randsteinring aus 17 Steinen umschlossen.
Ein paar hundert Meter westlich lag Barkjær auf einer Insel im flachen, heute verlandeten Korup-See, der durch eine schmale Öffnung mit dem Kolindsund verbunden war,  der die Halbinsel bis ins Spätmittelalter durchschnitt. Während der Jungsteinzeit begann das Land zu steigen, und der Kolindsund und die angrenzenden Gewässer wurden vom Meer abgeschnitten.
In der Nähe liegen der Dolmen von Stenvad, die Dolmen am Dystrup Sø, und der Langdolmen Ildbjerggård.